# Heinrich Schaub (Politiker, 1802)
Heinrich Schaub (* 28. September 1802 in Sissach; † 16. Mai 1890 ebenda) war ein Schweizer Politiker.
Heinrich Schaub war 1825–1827 und 1829–1832 Gemeindepräsident von Sissach. In den Wirren, die zur Trennung des Kantons Basel in zwei Halbkantone führte, verhielt er sich stadttreu und musste vor aufgebrachten Aufständischen flüchten. Im neuen Kanton Basel-Landschaft sass er als Vertreter der oppositionellen Bewegungspartei 1832, 1838 und 1850 im Verfassungsrat sowie von 1832 bis 1839 und von 1869 bis 1870 im Landrat. 1835 gehörte er zu den Gründern der Oppositionszeitung Baselbieter Volksblatt. Von den 1839 bis 1866 war er Statthalter des Bezirks Sissach. Nachdem er 1834 die Wahl zum Regierungsrat noch abgelehnt hatte, nahm er 1866 die Wahl an, doch schied er bereits im folgenden Jahr aus der Regierung. 